# Sibel Çam
Sibel Çam, née le 4 juillet 1990, est une haltérophile paralympique turque qui concourt dans la catégorie des moins de 73 kg.

## Carrière sportive
Çam a commencé l'haltérophilie à l'âge de 22 ans après avoir découvert ce sport grâce à un entraîneur de lutte à la retraite. Elle a aménagé son salon en espace d'entraînement et s'est préparée pour les compétitions avec l'aide de son père. Elle concourt dans la catégorie des moins de 73 kg. Elle est membre du Konya Meram Belediyesi Sport Club, où elle est entraînée par Arif Kıran.

### 2024
Lors de la Coupe du Monde Para Powerlifting 2024, elle a remporté la médaille d'argent à Dubaï, Émirats Arabes Unis, et la médaille de bronze à Charm el-Cheikh, Égypte. Ces résultats lui ont permis d'obtenir une place pour participer aux Jeux Paralympiques d'été à Paris,,.